# Kilosaari (ö i Södra Savolax, Nyslott, lat 61,78, long 28,77)
Kilosaari är en ö i Finland. Den ligger i sjön Pihlajavesi och i kommunen Nyslott i  landskapet Södra Savolax, i den sydöstra delen av landet, 270 km nordost om huvudstaden Helsingfors. Öns area är 3,1 hektar och dess största längd är 430 meter i sydöst-nordvästlig riktning.